# Maghāriba
Maghāriba (in arabo ﻣﻐﺎﺭﺑـة‎?) era il nome che, dall'epoca del Califfo abbaside al-Maʾmūn, fu dato dai cronisti musulmani ai reparti armati califfali composti da elementi berberi, arruolati in Nordafrica. Meno frequentemente il termine poteva indicare gli africani di pelle nera e persino gli egiziani, anche se in questa accezione i riscontri documentari sono davvero occasionali.
Si indica come costitutore di tali reparti Afshin, generale che operò agli ordini di al-Mu'tasim, fratello del Califfo abbaside al-Maʾmūn, che ne autorizzò l'impiego per reprimere nell'831 le rivolte che allearono in maniera inusitata, contro il potere centrale, Copti cristiani e Arabi musulmani nel delta egiziano.
Si dice che Afshin abbia provveduto a reclutare i Maghāriba nel Deserto occidentale egiziano.
La parola araba significa "Maghrebini", ossia "Occidentali" ed era usata anche per distinguere quei soldati dagli altri elementi non- arabi (Shākiriya) e non-persiani (la Khurāsāniyya del Khurāsān, i Farāghina del Ferghana o l'Ushrusāniyya dell'Ushrusana), che provenivano dall'Oriente islamico, ma anche dai Turchi (al-Atrāk) della Transoxiana e dell'Asia centrale.